# Kulturhaus Friedrich Schiller
Das Kulturhaus „Friedrich Schiller“ (auch Schillerhaus, rumänisch Casa de cultură Friedrich Schiller) ist ein deutschsprachiges Kulturhaus in der rumänischen Hauptstadt Bukarest, das 1957 ins Leben gerufen wurde und bis heute das bedeutendste kulturelle Zentrum der deutschen Minderheit in Rumänien ist.

## Vorgeschichte
Das Bukarester deutsche Kulturhaus „Friedrich Schiller“, (Casa de cultură „Friedrich Schiller“), Strada Batiștei 15, wurde am 1. Juni 1957 auf Grund eines Beschlusses des Volkskonsiliums Bukarest (rum. Hotărîre al Consiliului Popular București) gegründet. Zum ersten Direktor wurde der aus Budapest stammende Gymnasiallehrer Arthur Braedt, der bis dahin am Deutschen Lyzeum tätig war, ernannt. Das Kulturhaus bestand bis Ende 1961, als es seine Tätigkeit einstellen musste. Zu jener Zeit gab es auch noch drei andere Kulturhäuser ethnischer Minderheiten, die in der rumänischen Hauptstadt lebten, so das ungarische Kulturhaus Sándor Petöfi (Str. Zalomit 4–8), das jüdische Kulturhaus Baruch Berea (Str. Mircea Vodă 5) und das armenische Kulturhaus Stefan Sahumian (Str. Armeneasa 9–11). Diese staatlichen Einrichtungen konnten ihre Kulturtätigkeit nach 1961 weiterhin ausüben. Im deutschen Kulturhaus blieb in den darauffolgenden acht Jahren nur noch die Bibliothek, als Sektion der städtischen Munizipiumsbibliothek (rum. Biblioteca Municipală) „Mihail Sadoveanu“, geöffnet.
Am 12. Dezember 1969 wurde dann das deutsche Kulturhaus „Friedrich Schiller“ – aufgrund eines Erlasses des Exekutivkomitees des Volkskonsiliums des Munizipiums Bukarest (rum. Comitetul Executiv al Consiliului Popular al Municipiului București, Decizia Nr. 1035/12.12.1969), veröffentlicht im Amtsblatt (Buletinul Oficial), Nr. XV/November-Dezember, 1969 – wieder eröffnet. Damit begann eine neue Ära im kulturellen Bereich der Bukarester deutschen und deutschsprachigen Bevölkerung.

## Neueröffnung
Nach der Neueröffnung, 1969, wurde zuerst der Schriftsteller Claus Stephani, Redakteur der Zeitschrift „Neue Literatur“, für einen Monat zum kommissarischen Leiter des Kulturhauses „Friedrich Schiller“ delegiert, bis dann 1970 Ernst Molling zum neuen Direktor eingesetzt wurde. Seitens der staatlichen Parteibehörden bemühten sich in dieser ersten Zeitspanne besonders Valeriu Bucuroiu (Aktivist im Parteikomitee des Sektors I) und Adalbert Millitz (Sekretär des Rats der Werktätigen deutscher Nationalität) um den Start des neuen Schiller-Hauses, das bald zu einem beliebten Treffpunkt rumäniendeutscher Künstler, Schriftsteller, Studenten und anderer Kulturinteressierter wurde.

## Kulturtätigkeit
Die deutsche Bibliothek hatte seit 1957 ohne Unterbrechung weiter bestanden. Als erste neue Einrichtung des Hauses – nach dem Neubeginn der Deutsch-Kurse – wurde die „Kunstgalerie Schiller-Haus“ (rum. Galeria de Artă a Casei de cultură „Friedrich Schiller“) gegründet. Anlässlich der Eröffnungsfeier im Februar 1970 präsentierte sie ihre erste Ausstellung: eine Gemeinschaftsschau des Bukarester Grafikers und Bühnenbildners Helmut Stürmer und des surrealistischen Malers Peter Schweg aus Reschitza (Reșița). In dieser Galerie, die danach vom ersten Kulturreferenten Gert Fabritius (Grafiker und Buchgestalter) geleitet wurde, konnten im Laufe der Jahre, d. h. bis zur Wende, Dezember 1989, über vierzig Kunstausstellungen gezeigt werden. Zum besonderen Event wurde schließlich die große und bisher einzige „Landesausstellung deutscher Künstler in Rumänien“, die 1978 der Bildhauer und damalige Kulturreferent Ingo Glass im gesamten Kulturhaus veranstaltete. Daran beteiligten sich 77 deutsche Maler, Grafiker und Bildhauer, die damals noch im Land lebten – von Anton Altvater (Sathmar / Satu Mare) und Hedda Bach-Szervatius (Cluj-Napoca / Klausenburg) bis Horst Zay (Sibiu / Hermannstadt) und Günther Zerbes (Râșnov / Rosenau). So waren neben bekannten Künstlern, wie z. B. Trude Schullerus, Jutta Pallos-Schönauer, Helfried Weiß, Adelheid Goosch und Karl Hübner zum ersten Mal auch Künstler der jüngsten Nachwuchsgeneration – Sofia Fränkl, Helga Unipan, Hans Ganesch, Ernst Schuller, Walter Schiel, Franz Fischer u. a. –, mit je einer repräsentativen Arbeit vertreten.
Zwei Jahre nach der Wiedereröffnung entstand im Herbst 1971 der „Poesie-Club“ – ein Literaturkreis junger deutschschreibender Autoren, der zeitweilig (1971–1973) auch eine Hauspublikation, das „Novum – Heft des Poesie-Clubs“, herausbrachte. Initiator des Poesie-Clubs war Claus Stephani, der 1979 vom dritten Kulturreferenten des Schiller-Hauses, dem Schriftsteller Rolf Bossert, abgelöst wurde. Im Laufe der Jahre kamen im Poesie-Club im Rahmen von Lesungen und anderen literarischen Veranstaltungen über 60 meist junge Autoren zu Wort, darunter Ilse Hehn, Werner Söllner, Uwe Erwin Engelmann, Frieder Schuller, Erika Jacqueline Schuster, Ildiko Schaffhauser, Rolf Bossert, Franz Thomas Schleich, Richard Wagner, William Totok, Johann Lippet, Dieter Hirsch, Liviu Tofan, Hans Matye, Gerhard Eike, Liana Corciu, Dieter Schullerus, Wolfgang Gottschick u. a.
Außer dem Jazzclub, der bereits 1970 unter der Leitung des aus Schäßburg (Sighișoara) stammenden Pianisten und Musikologen Adrian Neagu-Taschler gegründet wurde, erfreute sich die Blasmusik-Gruppe „Karpatenshow“ (Leitung: Stefan Bretz) großer Beliebtheit auch in Siebenbürgen und im Banat, wohin sie oft längere Gastspielreisen unternahm.
Im Mai 1974 wurde dann der „Arbeitskreis zur Erforschung rumäniendeutscher Kultur und Literatur im ehemaligen rumänischen Altreich (Muntenien, Oltenien, Moldau, Dobrudscha)“ gegründet, dessen Leitung der Literaturwissenschaftler Dr. Heinz Stanescu (Vorsitzender) und der NL-Redakteur Claus Stephani (Sekretär) übernahmen. Zu den Referenten dieses Kreises, die in den darauffolgenden Jahren im Schillerhaus wissenschaftliche Vorträge hielten, gehörten Alfred Kittner, Elisabeth Axmann, Dr. Roswith Capesius, Dr. Herbert Hoffmann, Juliana Fabritius-Dancu, Ernst Breitenstein, Dr. Klaus Kessler, Hans Fink, Claus Stephani, Paul Schuster-Stein, Gerhard Eike, Emmerich Reichrath, Dr. Horst Fassel (Iași/Jassy), Manfred Huber (Sibiu / Hermannstadt) u. a.
Einige dieser Referenten waren auch Mitglieder des im Herbst 1974 gegründeten „Volkskundekreises des Schillerhauses“, der von den Volkskundlern Dr. Roswith Capesius und Claus Stephani initiiert und geleitet wurde und die erste „Ausstellung rumäniendeutscher Volkskunst aus Siebenbürgen, dem Banat, der Maramuresch, der Bukowina und dem Sathmarland“ veranstaltete. Die Exponate waren Leihgaben von Sammlern aus Bukarest.
Im Herbst 1974 gründete der Dichter und Kunstkritiker Gerhard Eike (eigentlich Gerhard Hügel) im Rahmen des Schiller-Hauses einen „Ästhetik-Club“, den er selbst leitete. Eike war hauptberuflich als Redakteur der deutschsprachigen Monatsschrift „Volk und Kultur“ tätig. Etwa zu gleicher Zeit entstand, initiiert vom Kunstfotografen und Bildreporter Edmund Höfer, der bei der Bukarester deutschen Tageszeitung „Neuer Weg“ arbeitete, der „Fotozirkel des Schiller-Hauses“. Hier wurden junge Amateurfotografen angeleitet und gelegentlich auch Ausstellungen bekannter Kunstfotografen gezeigt, so z. B. von Hedy Löffler, Wilhelm Ernst Roth, Josef Fischer u. a.
Als deutsche Abteilung der Bukarester Volksuniversität (rum. Universitatea Populară București, Secția germană, Sala Dalles) entstand 1974 im Schiller-Haus ein wissenschaftlicher Kreis deutschsprachiger Gast-Referenten (ehrenamtlicher Leiter: Claus Stephani), zu dem als aktive Mitglieder Dr. Roswith Capesius, Dr. Herbert Hoffmann, Juliana Fabritius-Dancu, Koloman Müller, Dr. Sevilla Baer-Răducanu, Dr. Radu Ionescu u. a. gehörten.
Ein Treffpunkt junger und älterer Damen bei Kaffee und Kuchen, den das Haus spendete, war der in der Tradition eines siebenbürgischen „Kränzchen“ gestaltete „Femina-Club“ (Leitung: Kulturhausdirektorin Elisabeth Pfeiffer), der regelmäßig im neugestalteten Kellersaal zusammenkam, wo auch die meisten anderen Veranstaltungen (Jazz-Club, Poesie-Club, Theateraufführungen, Volkstanz und Tanzunterhaltungen) abgehalten wurden. Hier traf sich auch der im März 1977 gegründete „Arbeitskreis für Kreativität“, den Prof. Gerhard Selmiciu leitete und der an jedem zweiten Sonntag ein Kolloquium abhielt.
Elisabeth Pfeiffer, Deutschlehrerin am Bukarester Lyzeum Nr. 23 mit deutscher Unterrichtssprache, hatte 1974 Ernst Molling abgelöst und wurde nach Bekanntgabe des erweiterten Leitungsrates zur neuen Direktorin des Schiller-Hauses, ernannt – eine Funktion, die erst nach der Wende (1990) endete. Dem damals erweiterten Leitungsrat gehörten an: Adalbert Militz (Sekretär des Rates der Werktätigen deutscher Nationalität), Franz Storch (Mitglied der Direktion für Fragen der mitwohnenden Nationalitäten im Rat für Kultur und Sozialistische Erziehung), Johanna Henning, Dr. Roswith Capesius, Koloman Müller, Dr. Heinz Stănescu, Gerhard Gräser, Ernst Molling, Claus Stephani, Vasile Mitrea, Rolf-Frieder Marmont und Gerhard Eike.
Nachdem es bereits seit Jahrzehnten im Banat das DSTT (Deutsches Staatstheater Temeswar) und in Siebenbürgen die Deutsche Abteilung des Hermannstädter Staatstheaters gab, beschloss der Leitungsrat des Schiller-Hauses in Bukarest eine deutschsprachige Bühne zu gründen. So entstand das „Kellertheater“, benannt nach seinem futuristisch gestalteten Vorstellungsraum, dessen Mitbegründer, Leiter und Hauptregisseur der bekannte Filmschauspieler Emmerich Schäffer wurde. Diese Theatergruppe, der junge Schauspieler und schauspielerisch begabte Studenten angehörten, wie Raimund Binder (Sohn der Schauspielerin und Regisseurin Margot Göttlinger), Michael Bleiziffer, Rudolf Herbert, Bernd Bömches, Ingrid Hessaun, Käth Nasswetter, Brigitte Zay u. a., führte im eigenen Haus, wie auch auf Gastspielreisen im Banat und in Siebenbürgen mit großem Erfolg die anspruchsvollen Stücke „Draußen vor der Tür“ von Wolfgang Borchert, „Glaube, Liebe, Hoffnung“ von Ödön von Horváth sowie mehrere Kabarettprogramme auf.
Zu den literarischen Veranstaltungen, die in Zusammenarbeit mit dem DDR-Gastlektor Dr. Klaus Hammer und Gerhard Eike durchgeführt wurden, gehörte unter anderem der Peter-Handke-Abend mit Zitaten aus dem Sprechstück „Publikumsbeschimpfung“ und aus dem Roman „Die Hornissen“ sowie die Liederabende Wolf Biermann und Gisela May. Für die jüngsten Theaterfreunde gab es im Schillerhaus seit 1977 ein deutsches Puppentheater, das der stellvertretende Direktor des Ţăndărică-Theaters, Sergiu Stanciu, leitete. Als Puppenspielerinnen betätigten sich Lehrerinnen der Unterstufe des Deutschen Lyzeums Nr. 3. Zu erwähnen wäre auch die „Volkstanzgruppe“, der zwölf Studentinnen der Germanistik-Fakultät angehörten und die von Elisabeth Pfeifer geleitet wurde.

## Neubeginn
Nach der politischen Wende, die Ende 1989 mit dem Fall des kommunistischen Regimes einsetzte, veränderte sich auch die Situation des Schiller-Hauses, nicht zuletzt auch wegen der bereits in den Jahren zuvor erfolgten sukzessiven Aussiedlung nach Deutschland der Kulturreferenten Gert Fabritius, Ingo Glass und Rolf Bossert sowie der verschiedenen Leiter und Mitarbeiter der Clubs und des Kellertheaters (Edmund Höfer, Emmerich Schäffer, Gerhard Eike, Elisabeth Axmann, Rolf-Frieder Marmont, Alfred Kittner, Werner Söllner, Claus Stephani u. a.) und zuletzt auch Elisabeth Pfeiffer und Marlies Binder-Șeitan.
Danach wurde das Kulturhaus „Friedrich Schiller“ – gefördert von der Botschaft der Bundesrepublik Deutschland und dem Bukarester Goethe-Institut –, weitgehend neustrukturiert und als Direktorin wurde die Germanistin Mariana Duliu ernannt. Zu den neuen hauptberuflichen Mitarbeiterinnen des Hauses gehören seither Aurora Fabritius (zuständig für die Koordination kultureller Ereignisse) sowie die Referentinnen Andreea Broos, Luminița Cristea, Ancuța Ivănuș, Daphni Mihăilescu und Meda Popeea. Die Leitung der neu eingerichteten Kinder- und Jugendbibliothek übernahm Liliana Țârcomnicu-Iordache.
Seither stehen im Kulturprogramm des Schiller-Hauses Vorträge und andere Veranstaltungen (meist in rumänischer Sprache), Konzerte mit Blasmusik (Leitung: Hans Groza), Filmvorführungen (Touristik-Club), Ausstellungen bildender Künstler, Deutsch- und Englischkurse. Unter den Malern und Grafikern, von denen hier seit 2007 Arbeiten gezeigt wurden, waren Martha Bibescu (eigentlich Marthe Bibesco, Marthe-Lucie Bibesco de Brancovan), Lelia Rus-Pîrvan, Cristina Ilinca, Ana Mirela Anghel, Tudor Plăieșu, Cristian Sergiu Ianza, Sorin Adam und Alexandrina Popescu. Zu verschiedenen Feierlichkeiten gab es literarische Vorträge und Lesungen mit Nora Iuga, Christel Ungar-Țopescu und Hans Bergel, der als Gast aus München eingeladen war.